# Energía eólica en Irán

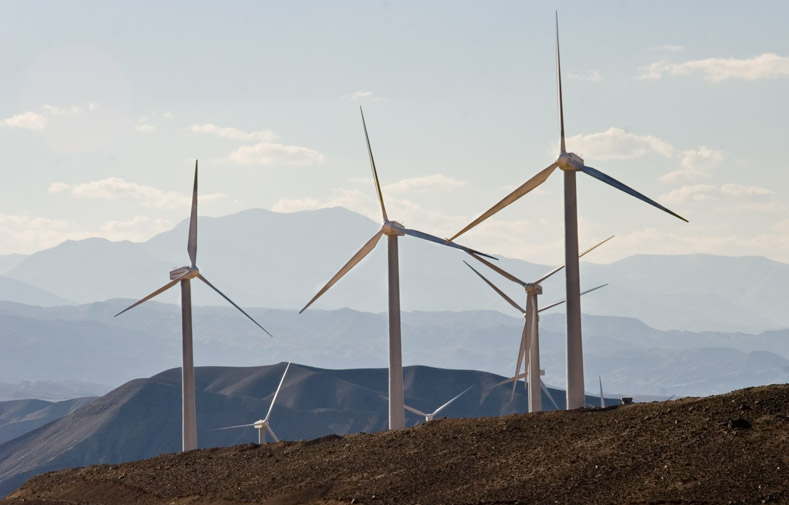
Irán también ha establecido parques eólicos en varias áreas, como una unidad más hacia la diversificación de las fuentes de energía, como este cerca de Manjeel.

La energía eólica en Irán ha estado experimentando un crecimiento de generación eólica en los últimos años, y tiene un plan para aumentar sustancialmente la generación eólica de cada año. Irán es el único centro de producción de turbinas eólicas en el Oriente Medio.
En 2006, Irán tenía 45 megavatios de generación eléctrica a partir de energía eólica (puesto 30 en el mundo). Esto fue un aumento del 40% respecto a 32 megavatios en 2005. En 2008, con las plantas de energía eólica de Irán en Manjil (en la provincia de Gilan) y Binaloud (en la provincia de Khorasan Razavi) el total sumaba 128 megavatios eléctricos. Para el año 2009, Irán tenía una capacidad de generación de energía eólica de 130 MW.
El Grupo Industrial Sadid es un fabricante nacional bien conocido en este campo. La compañía Sulzon Energía de la India y Siemens de Alemania también son proveedores potenciales de aerogeneradores a Irán. Irán es un miembro del Consejo Mundial de Energía Eólica.